# Karl Korinek

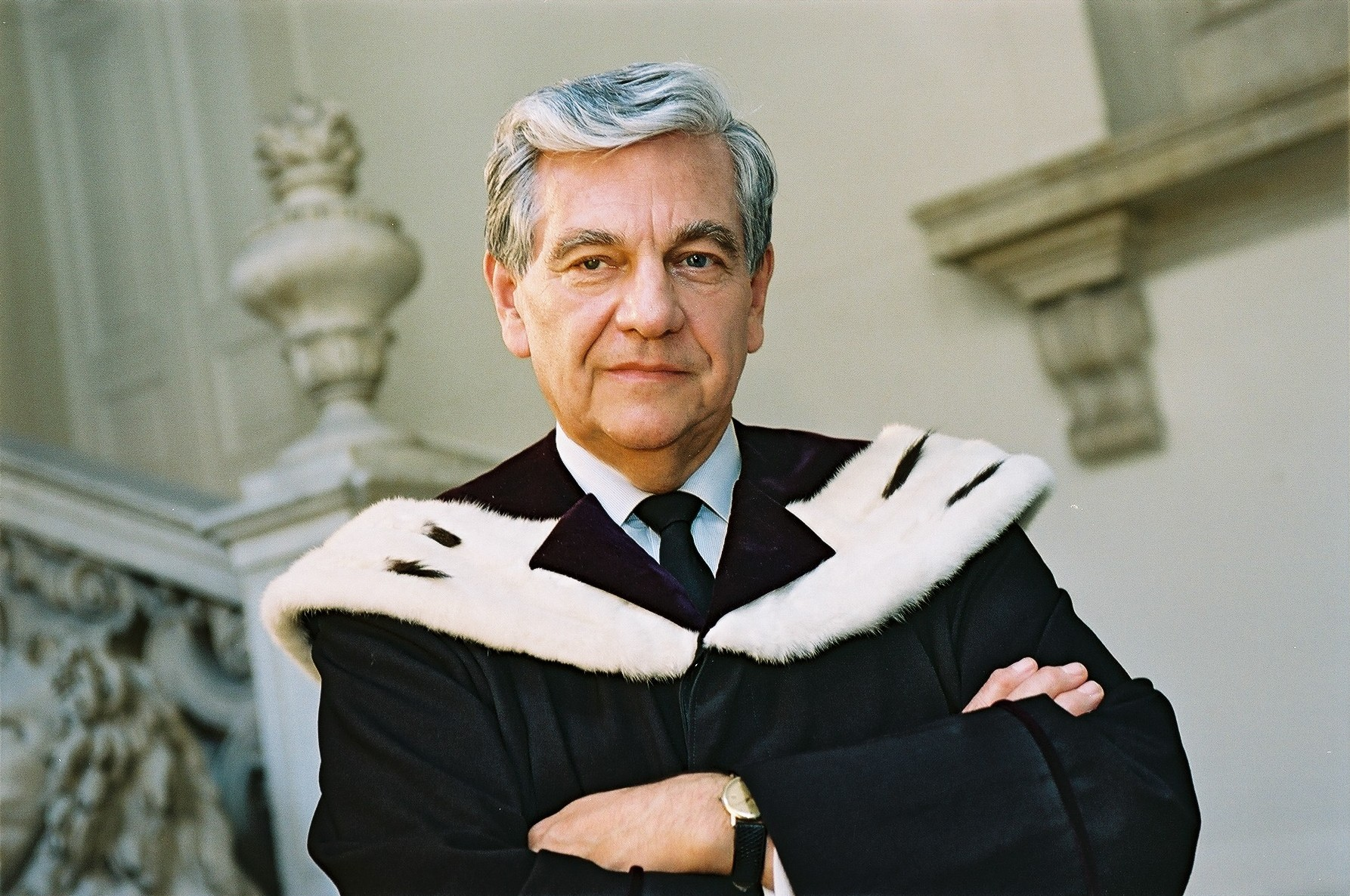
Karl Korinek als VfGH-Präsident (2003)

Karl Korinek (* 7. Dezember 1940 in Wien; † 9. März 2017) war ein österreichischer Verfassungsjurist. Von 1978 bis 2008 war er Mitglied des österreichischen Verfassungsgerichtshofs und vom 1. Jänner 2003 bis 30. April 2008 dessen Präsident.

## Leben

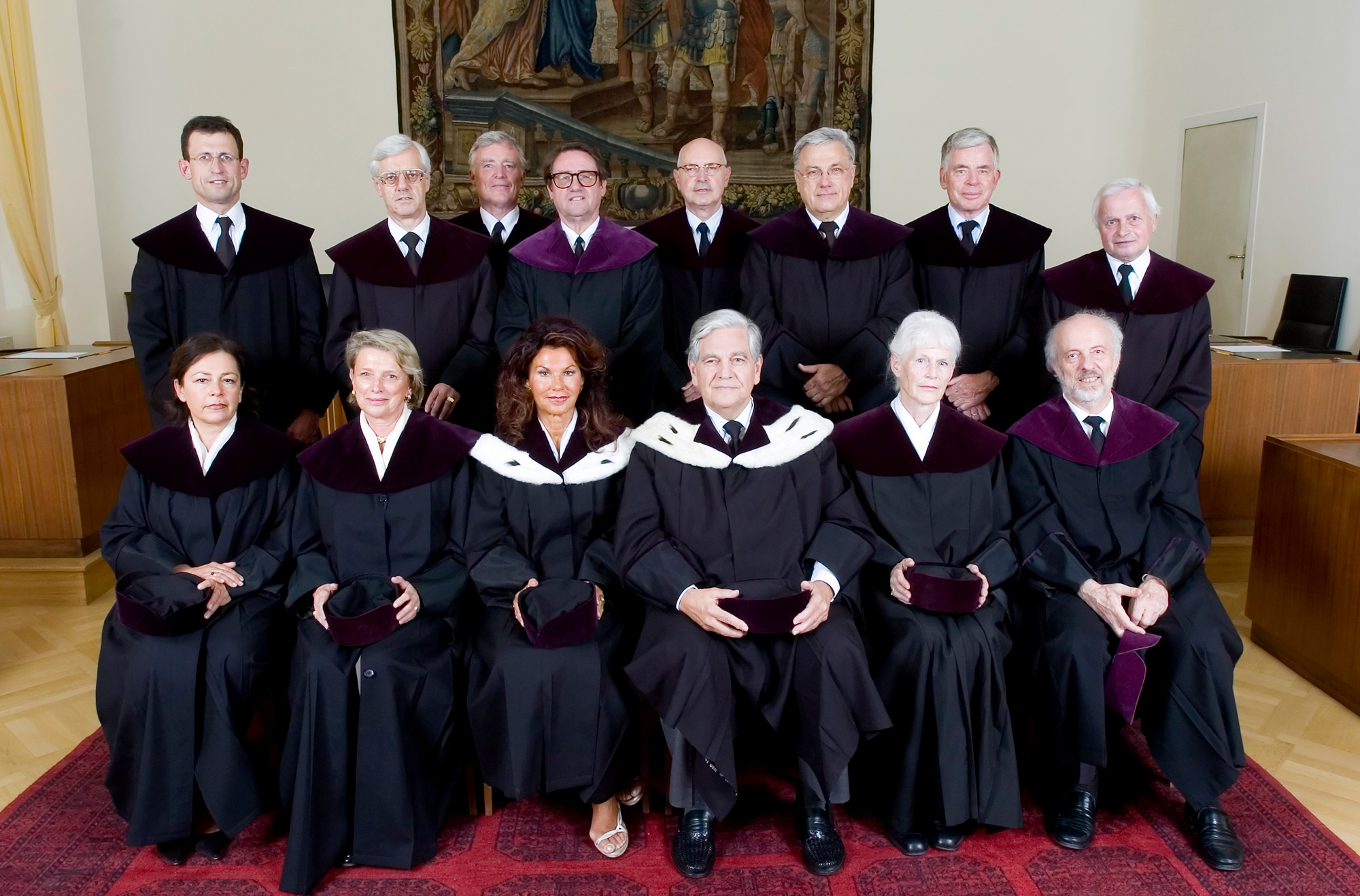
Karl Korinek als Präsident des VfGH mit den weiteren Mitgliedern im Jahr 2007

Karl Korinek wurde als Sohn von Franz Korinek (seit 1950 Generalsekretär der Bundeskammer der gewerblichen Wirtschaft und 1963/64 Bundesminister für Finanzen) geboren. Nach seiner Reifeprüfung am Mariahilfer Gymnasium in Wien 1958 studierte er an der Universität Wien Rechtswissenschaften und wurde 1963 zum Dr. iur. promoviert.
Von 1964 bis 1973 war er Rechtskonsulent der Bundeskammer der gewerblichen Wirtschaft (Referent der wissenschaftlichen Abteilung). 1970 habilitierte er sich mit einer Schrift über wirtschaftliche Selbstverwaltung (siehe unten) für Verfassungs- und Verwaltungsrecht an der Universität Salzburg. Von 1973 bis 1976 war er Ordinarius für öffentliches Recht an der Universität Graz, danach von 1976 bis 1995 an der Wirtschaftsuniversität Wien und schließlich von 1995 bis 2003 an der Universität Wien.
Seit 1978 war Karl Korinek Mitglied des Verfassungsgerichtshofs und wurde von diesem wiederholt zum Ständigen Referenten gewählt. Von 1999 bis 2002 war er Vizepräsident und seit 1. Jänner 2003 Präsident des Verfassungsgerichtshofs. Mit Schreiben vom 12. März 2008 gab er dem Bundeskanzler seinen Rücktritt aus gesundheitlichen Gründen mit Ende April 2008 bekannt.
Von 1986 bis 2002 hatte Korinek auch die Funktion des Präsidenten des Österreichischen Normungsinstituts (ON) inne.
Korinek verband, so Die Presse vom 26. April 2008, „seine Leidenschaft für das Recht mit einem bemerkenswerten kulturellen und musikalischen Wissen“. 2005 gelang ihm abseits seiner wissenschaftlichen Veröffentlichungen mit Der Onkel Julius oder Der Wiederaufbau Österreichs in Anekdoten ein Sachbuch-Bestseller. 2007 erschien ein Interview mit der Radio-Stephansdom-Musikchefin Ursula Magnes als Hörbuch (Auch das ist Kultur). Bücher über Joseph Haydn und Richard Strauss’ Oper Der Rosenkavalier folgten.
Korinek war verheiratet, seine Tochter Elisabeth ist Betriebswirtin, sein Sohn Stephan Jurist. Er wurde am Meidlinger Friedhof bestattet.

## Wirken
Korinek war Mitglied verschiedener österreichischer und internationaler wissenschaftlicher Vereinigungen, u. a. der Vereinigung der Deutschen Staatsrechtslehrer. Bekannt wurde er auch mit mehr als 200 wissenschaftlichen Arbeiten, darunter mehrere selbstständige Publikationen vor allem zu Fragen des Verfassungsrechts (insbesondere Wirtschaftsverfassung, Grundrechtsschutz, Kontrolle und Verfassungsgerichtsbarkeit), des Rundfunk- und Telekommunikationsrechts, des allgemeinen Verwaltungsrechts und der Verwaltungswissenschaften, des Raumordnungsrechts sowie des Bau- und Wohnrechts.

## Mitgliedschaften und Auszeichnungen
- Präsident des Österreichischen Normungsinstituts von 1986 bis 2002, seither Ehrenpräsident
- Mitglied des Aufsichtsrats der Wiener Staatsoper seit 1999.
- Präsident des Aufsichtsrates der Erste Stiftung bis 2011
- Mitglied des Aufsichtsrats der UNIQA
- Mitglied des Universitätsrates der Universität Salzburg
- Seit 1998 korrespondierendes, seit 2000 wirkliches Mitglied der philosophisch-historischen Klasse der Österreichischen Akademie der Wissenschaften
- Großkreuz des Silvesterordens 2000[4]
- Großes Silbernes Ehrenzeichen am Bande für Verdienste um die Republik Österreich[5] (2001)
- Ehrendoktorat der Paris-Lodron-Universität Salzburg (2003)
- Ehrendoktorat der Wirtschaftsuniversität Wien (2005)
- Ehrendoktorat der Karl-Franzens-Universität Graz (2005)
- Mitglied des Souveränen Malteser-Ritter-Ordens
- Ehrenmitglied der KÖHV Franco-Bavaria Wien im Cartellverband (ÖCV) (1978)
- Großes Goldenes Ehrenzeichen am Bande für Verdienste um die Republik Österreich[6] (2006)
- Großes Goldenes Ehrenzeichen für Verdienste um das Land Wien
- Großes Goldenes Ehrenzeichen des Landes Steiermark
- Goldenes Komturkreuz des Landes Niederösterreich mit Stern
- Komturkreuz des Landes Burgenland
- Großes Verdienstkreuz mit Stern und Schulterband der Bundesrepublik Deutschland
- Präsident der Freunde der Wiener Staatsoper seit 17. September 2007.
- „Defensor Libertatis“ Positiv-Award der Big Brother Awards für die öffentliche Warnung vor dem drohenden Überwachungsstaat (2007)[7]
- 2015: Kardinal-Innitzer-Preis – Großer Preis[8]

## Schriften
- Wirtschaftliche Selbstverwaltung. Eine rechtswissenschaftliche Untersuchung am Beispiel der österreichischen Rechtsordnung. Springer, Wien / New York, NY 1970 DNB 457274638, OCLC 951420257 (Habilitation Universität Salzburg 1970).
- mit Jörg Paul Müller, Klaus Schlaich: Die Verfassungsgerichtsbarkeit im Gefüge der Staatsfunktionen (= Veröffentlichungen der Vereinigung der Deutschen Staatsrechtslehrer, Band 39). de Gruyter, Berlin / New York, NY 1981, ISBN 978-3-11-008614-0.
- Aufgaben, Organisation und Verfahren der Vergabekontrollkommission beim Bundesministerium für wirtschaftliche Angelegenheiten (Vortrag, gehalten im Rahmen eines Symposiums der Österreichischen Akademie für Führungskräfte am 24. April 1990) in „Vergabekontrollkommission – Ein Instrument zur Kontrolle von Bauaufträgen des Bundes im Lichte der Europäischen Vergaberechtsentwicklung“, mit Josef Aicher, Heft 7 Recht – Politik – Wirtschaft Aktuelle Beiträge zum Staatsrecht, Verwaltungsrecht und Wirtschaftsrecht, herausgegeben von Karl Korinek und Heinz Peter Rill. Orac Verlag, Wien 1991, ISBN 3-7007-0169-1.
- Entwicklungstendenzen in der Grundrechtsjudikatur des Verfassungsgerichtshofes - Vortrag, gehalten vor der Niederösterreichischen Juristischen Gesellschaft in St. Pölten am 20. November 1991 (= Schriftenreihe Niederösterreichische Juristische Gesellschaft, Band 61). Orac, Wien 1992, ISBN 3-7007-0335-X.
- mit Michael Holoubek: Grundlagen staatlicher Privatwirtschaftsverwaltung. Verfassungsrechtliche und einfachgesetzliche Rahmenbedingungen nicht hoheitlicher Verwaltung (= Grazer rechts- und staatswissenschaftliche Studien, Band 51). Leykam, Graz 1993, ISBN 3-7011-8965-X.
- mit Michael Holoubek (Hrsg.): Österreichisches Bundesverfassungsrecht. Textsammlung und Kommentar (Loseblattausgabe). Springer, Wien u. a. Lfg. 1ff. (1999ff), ISBN 3-211-83222-X.
- Grundrechte und Verfassungsgerichtsbarkeit (= Forschungen aus Staat und Recht, Band 134). Springer, Wien u. a. 2000, ISBN 3-211-83568-7.
- mit Josef Aicher, Michael Holoubek(Hrsg.): Gemeinschaftsrecht und Wirtschaftsrecht. Zentrale Probleme der Einwirkung des Gemeinschaftsrechts auf das österreichische Wirtschaftsrecht (= Schriften zum gesamten Recht der Wirtschaft, Band 35), Orac, Wien 2000, ISBN 3-7007-1490-4.
- Der Onkel Julius oder Der Wiederaufbau Österreichs in Anekdoten. Zeichnungen von Ironimus. Manz, Wien 2005, ISBN 3-214-00645-2.
- Staat und Kunst (= Schönburger Gespräche zu Recht und Staat, Band 5). Schöningh, Paderborn / Wien u. a. 2006, ISBN 3-506-72958-6.
- Auch das ist Kultur. Recht der Kultur – Kultur des Rechts. Karl Korinek im Gespräch mit Ursula Magnes, 107,3 Radio Stephansdom. Mit Musik von Beethoven, Haydn, Mozart, Schubert, Strauß Vater, Webern. Audio-CD mit Booklet. Manz, Wien 2007, ISBN 978-3-214-00351-7.
- Joseph Haydn – Erneuerung und Vollendung. Eine Annäherung in fünf Essays. Manz, Wien 2009, ISBN 978-3-214-00694-5.
- Der Rosenkavalier. Eine wienerische Maskerad' – und weiter nichts? Manz, Wien 2012, ISBN 978-3-214-00691-4.